# Almyrída
Almyrída, en grec moderne : Αλμυρίδα, est un village du dème de Mylopótamos, en Crète, en Grèce. Selon le recensement de 2011, la population d'Almyrída compte 56 habitants. Il est situé à une altitude de 4 m, à une distance de 40 km à l'est de Réthymnon et à 25 km de Pérama.